# チャントラカティ
チャントラカティ（タイ語: ปฏิทินจันทรคติ、Patithin Chantharakhati）は、タイの太陰太陽暦を採用する暦法である。1889年にタイ太陽暦が導入されるまで使われていた。今でも民間では使われている。
一か月が、「白分」と「黒分」の2つに分かれている。「白分」は、新月の翌日から満月までで、日没時に月が出ている期間である。「黒分」は、満月の翌日から新月までで、日没時に月が出ていない期間である。メトン周期と同様にして、19年に7回の閏年が設けられる。